# Balkan Cup w biegach narciarskich 2015
Balkan Cup w biegach narciarskich 2015 to kolejna edycja tego cyklu zawodów. Rywalizacja rozpoczęła się 21 stycznia 2015 w tureckim Bolu/Gerede, a zakończyła się 8 marca 2015 w bośniackim Dvorista - Pale. Pierwotnie rywalizacja miała się zakończyć 23 marca w rumuńskim Predealu, ale zawody się tam nie odbyły.
W poprzednim sezonie tego cyklu wśród kobiet najlepszą była Bułgarka Teodora Małczewa, a wśród mężczyzn Bułgar Weselin Cinzow. Tym razem najlepszą z kobiet okazała się Bośniaczka Tanja Karišik, a wśród mężczyzn pierwszy był Rumun Paul Constantin Pepene.

## Kalendarz i wyniki

### Kobiety
| Lp  | Data             | Miejscowość    | Dystans            | 1. miejsce    | 2. miejsce         | 3. miejsce         |
| --- | ---------------- | -------------- | ------------------ | ------------- | ------------------ | ------------------ |
| 1.  | 21 stycznia 2015 | Bolu/Gerede    | 5 km s. klasycznym | Ayşenur Duman | Gullu Akalin       | Nansi Okoro        |
| 2.  | 22 stycznia 2015 | Bolu/Gerede    | 5 km s. dowolnym   | Zozan Malkoc  | Ayşenur Duman      | Gullu Akalin       |
| 3.  | 7 lutego 2015    | Pigadia        | Sprint s. dowolnym | Odwołano      | Odwołano           | Odwołano           |
| 4.  | 8 lutego 2015    | Pigadia        | 5 km s. dowolnym   | Odwołano      | Odwołano           | Odwołano           |
| 5.  | 13 lutego 2015   | Zlatibor       | 5 km s. dowolnym   | Tanja Karišik | Anja Ilić          | Sanja Kusmuk       |
| 6.  | 14 lutego 2015   | Zlatibor       | 5 km s. dowolnym   | Tanja Karišik | Anja Ilić          | Snezana Borovcanin |
| 7.  | 28 lutego 2015   | Mawrowo        | 5 km s. dowolnym   | Timea Sara    | Vedrana Malec      | Antonija Grigorowa |
| 8.  | 1 marca 2015     | Mawrowo        | 5 km s. dowolnym   | Timea Sara    | Antonija Grigorowa | Tanja Karišik      |
| 9.  | 7 marca 2015     | Dvorista/ Pale | 5 km s. dowolnym   | Anja Mandeljc | Timea Sara         | Tanja Karišik      |
| 10. | 8 marca 2015     | Dvorista/ Pale | 5 km s. dowolnym   | Timea Sara    | Anja Mandeljc      | Vedrana Malec      |
| 11. | 22 marca 2015    | Predeal        | 5 km s. klasycznym | Odwołano      | Odwołano           | Odwołano           |
| 12. | 23 marca 2015    | Predeal        | 10 km s. dowolnym  | Odwołano      | Odwołano           | Odwołano           |

### Mężczyźni
| Lp  | Data             | Miejscowość   | Dystans             | 1. miejsce             | 2. miejsce           | 3. miejsce         |
| --- | ---------------- | ------------- | ------------------- | ---------------------- | -------------------- | ------------------ |
| 1.  | 21 stycznia 2015 | Bolu/Gerede   | 10 km s. klasycznym | Paul Constantin Pepene | Weselin Cinzow       | Jordan Czuczuganow |
| 2.  | 22 stycznia 2015 | Bolu/Gerede   | 10 km s. dowolnym   | Paul Constantin Pepene | Weselin Cinzow       | Petrică Hogiu      |
| 3.  | 7 lutego 2015    | Pigadia       | Sprint s. dowolnym  | Odwołano               | Odwołano             | Odwołano           |
| 4.  | 8 lutego 2015    | Pigadia       | 10 km s. dowolnym   | Odwołano               | Odwołano             | Odwołano           |
| 5.  | 13 lutego 2015   | Zlatibor      | 10 km s. dowolnym   | Mladen Plakalović      | Dzevad Hadzifejzovic | Rejhan Šmrković    |
| 6.  | 14 lutego 2015   | Zlatibor      | 5 km s. dowolnym    | Mladen Plakalović      | Dzevad Hadzifejzovic | Darko Damjanowski  |
| 7.  | 28 lutego 2015   | Mawrowo       | 10 km s. dowolnym   | Paul Constantin Pepene | Petrică Hogiu        | Edi Dadić          |
| 8.  | 1 marca 2015     | Mawrowo       | 5 km s. dowolnym    | Paul Constantin Pepene | Petrică Hogiu        | Edi Dadić          |
| 9.  | 7 marca 2015     | Dvorista/Pale | 10 km s. dowolnym   | Paul Constantin Pepene | Weselin Cinzow       | Petrică Hogiu      |
| 10. | 8 marca 2015     | Dvorista/Pale | 10 km s. dowolnym   | Paul Constantin Pepene | Weselin Cinzow       | Petrică Hogiu      |
| 11. | 22 marca 2015    | Predeal       | 10 km s. klasycznym | Odwołano               | Odwołano             | Odwołano           |
| 12. | 23 marca 2015    | Predeal       | 15 km s. dowolnym   | Odwołano               | Odwołano             | Odwołano           |

## Klasyfikacje
| Lp. | Zawodniczka        | Punkty |
| --- | ------------------ | ------ |
| 1.  | Tanja Karišik      | 450    |
| 2.  | Timea Sara         | 400    |
| 3.  | Vedrana Malec      | 270    |
| 4.  | Ayşenur Duman      | 256    |
| 5.  | Gullu Akalin       | 216    |
| 6.  | Zozan Malkoc       | 211    |
| 7.  | Anja Ilić          | 210    |
| 8.  | Rosana Kiroska     | 190    |
| 9.  | Snezana Borovcanin | 171    |
| 10. | Nansi Okoro        | 152    |

| Lp. | Zawodnik               | Punkty |
| --- | ---------------------- | ------ |
| 1.  | Paul Constantin Pepene | 600    |
| 2.  | Weselin Cinzow         | 420    |
| 3.  | Petrică Hogiu          | 390    |
| 4.  | Mladen Plakalović      | 375    |
| 5.  | Dzevad Hadzifejzovic   | 272    |
| 6.  | Edi Dadić              | 215    |
| 7.  | Rejhan Šmrković        | 190    |
| 8.  | Jordan Czuczuganow     | 170    |
| 9.  | Darko Damjanowski      | 163    |
| 10. | Stavrus Jada           | 137    |